# Éthique individuelle
L'éthique individuelle est à la fois une branche de la philosophie qui analyse les exigences morales de l'individu, et l'ensemble des règles éthiques suivies par quelqu'un.

## Concept
L'éthique individuelle est un sous-champ d'analyse de l'éthique, qui est l'étude des règles morales suivies par les individus et leurs justifications et applications. L'éthique individuelle a notamment été couverte par John Rawls. La question de l'éthique individuelle dans la modernité, qui s'est laïcisée et détachée de la morale de la cité, est explorée par Edgar Morin.
Les questions relatives à l'éthique individuelle trouvent leur prolongement dans les questionnements au sujet de l'agent économique et de son comportement dans un système économique. La question de l'entrepreneur et des exigences auxquelles il peut s'astreindre est ainsi explorée par des travaux récents. Ces travaux rejoignent la notion de déontologie.